# Axel Rodrigues de Arruda
Axel Rodrigues de Arruda (Santos, 9 januari 1970) is een voormalig Braziliaans voetballer.

## Braziliaans voetbalelftal
Axel debuteerde in 1992 in het Braziliaans nationaal elftal en speelde 1 interland.